# 2011-es katalán rali

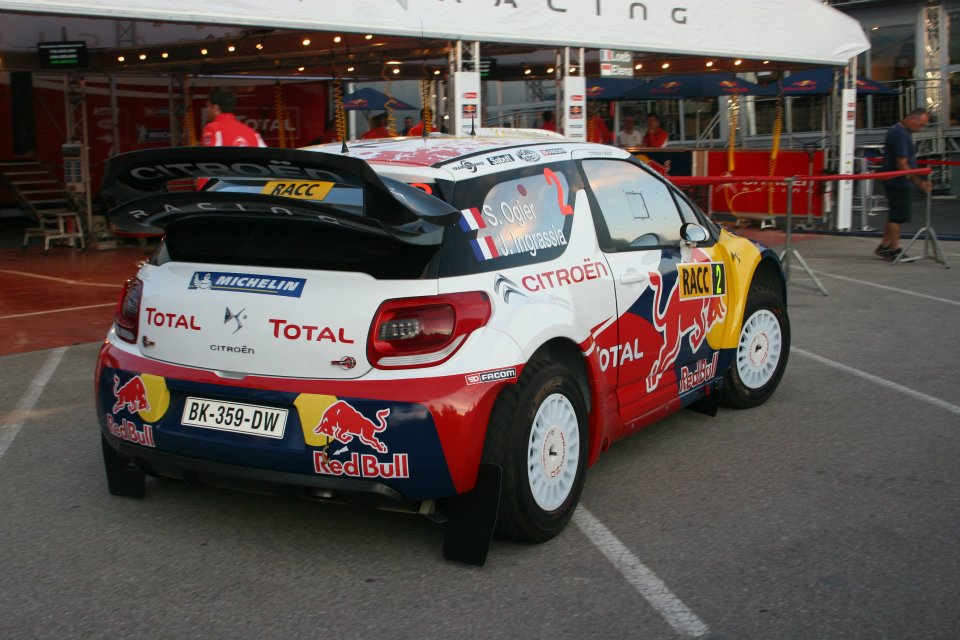
Ogier a rali szervizparkjában

A 2011-es katalán rali (hivatalosan: RallyRACC Catalunya 2011) volt a 2011-es rali-világbajnokság tizenkettedik futama. Október 21. és 23 között került megrendezésre, 18 gyorsasági szakaszból állt, melyek össztávja 406 kilométert tett ki. A versenyen 62 páros indult, melyből 44 ért célba.
Győztes a francia Sébastien Loeb lett, aki hetedik alkalommal nyerte meg a katalán viadalt. Mögötte Mikko Hirvonen és Jari-Matti Latvala zártak.
A verseny a 2011-es SWRC-sorozat nyolcadik, valamint a 2011-es N csoportos világbajnokság hatodik futama is volt egyben. Előbbit a finn Juho Hänninen, míg utóbbit a svéd Patrik Flodin nyerte.

## Szakaszok
| Nap             | Szakasz | Rajtidő | Szakasz neve                       | Hossz    | Győztes            | Idő     | Átlagsebesség | Versenyben vezető  |
| --------------- | ------- | ------- | ---------------------------------- | -------- | ------------------ | ------- | ------------- | ------------------ |
| 1. (Október 21) | 1.      | 8:43    | Pesells 1                          | 25.74 km | Sébastien Loeb     | 15:18.7 | 100.86 km/h   | Sébastien Loeb     |
| 1. (Október 21) | 2.      | 9:51    | Terra Alta 1                       | 35.94 km | Sébastien Ogier    | 23:49.4 | 90.52 km/h    | Sébastien Loeb     |
| 1. (Október 21) | 3.      | 11:29   | Les Garrigues 1                    | 18.50 km | Sébastien Ogier    | 13:14.7 | 83.81 km/h    | Sébastien Loeb     |
| 1. (Október 21) | 4.      | 16:42   | Pesells 2                          | 25.74 km | Jari-Matti Latvala | 14:42.2 | 105.04 km/h   | Jari-Matti Latvala |
| 1. (Október 21) | 5.      | 17:50   | Terra Alta 2                       | 35.94 km | Jari-Matti Latvala | 23:19.4 | 92.46 km/h    | Jari-Matti Latvala |
| 1. (Október 21) | 6.      | 19:28   | Les Garrigues 2                    | 18.50 km | Sébastien Loeb     | 13:14.5 | 83.83 km/h    | Sébastien Loeb     |
| 2. (Október 22) | 7.      | 9:40    | El Priorat 1                       | 45.97 km | Sébastien Loeb     | 25:35.9 | 107.75 km/h   | Sébastien Loeb     |
| 2. (Október 22) | 8.      | 11:08   | Riba-roja d'Ebre 1                 | 12.27 km | Sébastien Loeb     | 8:06.9  | 90.72 km/h    | Sébastien Loeb     |
| 2. (Október 22) | 9.      | 11:33   | Punta de les Torres 1              | 13.53 km | Jari-Matti Latvala | 7:05.7  | 114.42 km/h   | Sébastien Loeb     |
| 2. (Október 22) | 10.     | 14:48   | El Priorat 2                       | 45.97 km | Jari-Matti Latvala | 25:39.1 | 107.53 km/h   | Sébastien Loeb     |
| 2. (Október 22) | 11.     | 16:16   | Riba-roja d'Ebre 2                 | 12.27 km | Dani Sordo         | 8:12.3  | 89.73 km/h    | Sébastien Loeb     |
| 2. (Október 22) | 12.     | 16:41   | Punta de les Torres 2              | 13.53 km | Jari-Matti Latvala | 7:04.2  | 114.82 km/h   | Sébastien Loeb     |
| 3. (Október 23) | 13.     | 7:02    | Santa Marina 1                     | 26.51 km | Sébastien Ogier    | 15:55.3 | 99.90 km/h    | Sébastien Loeb     |
| 3. (Október 23) | 14.     | 8:22    | La Mussara 1                       | 20.48 km | Mikko Hirvonen     | 11:13.6 | 109.45 km/h   | Sébastien Loeb     |
| 3. (Október 23) | 15.     | 9:12    | Coll de la Teixeta 1               | 4.32 km  | Sébastien Loeb     | 2:37.0  | 99.06 km/h    | Sébastien Loeb     |
| 3. (Október 23) | 16.     | 11:39   | Santa Marina 2                     | 26.51 km | Sébastien Ogier    | 15:37.9 | 101.75 km/h   | Sébastien Loeb     |
| 3. (Október 23) | 17.     | 12:59   | La Mussara 2                       | 20.48 km | Jari-Matti Latvala | 11:09.6 | 110.11 km/h   | Sébastien Loeb     |
| 3. (Október 23) | 18.     | 14:11   | Coll de la Teixeta 2 (Power stage) | 4.32 km  | Kris Meeke         | 2:45.7  | 93.86 km/h    | Sébastien Loeb     |

## Végeredmény
| Poz.      | Versenyző             | Navigátor              | Autó                           | Idő       | Különbség | Pont |
| --------- | --------------------- | ---------------------- | ------------------------------ | --------- | --------- | ---- |
| 1.        | Sébastien Loeb        | Daniel Elena           | Citroën DS3 WRC                | 4:05:39.3 | 0.0       | 26   |
| 2.        | Mikko Hirvonen        | Jarmo Lehtinen         | Ford Fiesta RS WRC             | 4:07:46.2 | 2:06.9    | 18   |
| 3.        | Jari-Matti Latvala    | Miikka Anttila         | Ford Fiesta RS WRC             | 4:08:11.7 | 2:32.4    | 15   |
| 4.        | Dani Sordo            | Carlos Del Barrio      | Mini John Cooper Works WRC     | 4:09:03.4 | 3:24.1    | 14   |
| 5.        | Kris Meeke            | Paul Nagle             | Mini John Cooper Works WRC     | 4:10:54.3 | 5:15.0    | 13   |
| 6.        | Mads Østberg          | Jonas Andersson        | Ford Fiesta RS WRC             | 4:11:33.5 | 5:54.2    | 8    |
| 7.        | Jevgenyij Novikov     | Denis Giraudet         | Ford Fiesta RS WRC             | 4:15:11.1 | 9:31.8    | 6    |
| 8.        | Henning Solberg       | Ilka Minor             | Ford Fiesta RS WRC             | 4:15:19.4 | 9:40.1    | 4    |
| 9.        | Dennis Kuipers        | Frédéric Miclotte      | Ford Fiesta RS WRC             | 4:16:53.1 | 11:13.8   | 2    |
| 10.       | Juho Hänninen         | Mikko Markkula         | Škoda Fabia S2000              | 4:19:28.5 | 13:49.2   | 1    |
| SWRC      |                       |                        |                                |           |           |      |
| 1. (10.)  | Juho Hänninen         | Mikko Markkula         | Škoda Fabia S2000              | 4:19:28.5 | 0.0       | 25   |
| 2. (11.)  | Nászer el-Attija      | Giovanni Bernacchini   | Ford Fiesta S2000              | 4:19:43.4 | 14.9      | 18   |
| 3. (13.)  | Martin Prokop         | Jan Tománek            | Ford Fiesta S2000              | 4:20:26.2 | 57.7      | 15   |
| 4. (15.)  | Craig Breen           | Gareth Roberts         | Ford Fiesta S2000              | 4:21:48.7 | 2:20.2    | 12   |
| 5. (18.)  | Hermann Gassner       | Timo Gottschalk        | Škoda Fabia S2000              | 4:24:30.6 | 5:02.1    | 10   |
| 6. (27.)  | Ott Tänak             | Kuldar Sikk            | Ford Fiesta S2000              | 4:49:41.2 | 30:12.7   | 8    |
| 7. (28.)  | Karl Kruuda           | Martin Järveoja        | Škoda Fabia S2000              | 4:50:29.9 | 31:01.4   | 6    |
| 8. (40.)  | Albert Llovera        | Diego Vallejo          | Abarth Grande Punto S2000      | 5:12:07.6 | 52:39.1   | 4    |
| PWRC      |                       |                        |                                |           |           |      |
| 1. (21.)  | Patrik Flodin         | Goran Bergsten         | Subaru Impreza WRX STI         | 4:29:40.7 | 0.0       | 25   |
| 2. (22.)  | Michał Kościuszko     | Maciej Szczepaniak     | Mitsubishi Lancer Evolution X  | 4:29:42.7 | 2.0       | 18   |
| 3. (24.)  | Benito Guerra         | Borja Rozada           | Mitsubishi Lancer Evolution X  | 4:39:26.2 | 9:45.5    | 15   |
| 4. (29.)  | Bader Al Jabri        | Stephen McAuley        | Subaru Impreza WRX STI         | 4:50:47.3 | 21:06.6   | 12   |
| 5. (30.)  | Oleksandr Saliuk, Jr. | Pavlo Cherepin         | Mitsubishi Lancer Evolution IX | 4:52:48.0 | 23:07.3   | 10   |
| 6. (31.)  | Nicolás Fuchs         | Rubén Francisco García | Mitsubishi Lancer Evolution IX | 4:53:58.4 | 24:17.7   | 8    |
| 7. (32.)  | Valeriy Gorban        | Vadim Chernega         | Mitsubishi Lancer Evolution IX | 4:55:48.4 | 26:07.7   | 6    |
| 8. (34.)  | Hayden Paddon         | John Kennard           | Subaru Impreza WRX STI         | 5:01:04.1 | 31:23.4   | 4    |
| 9. (35.)  | Oleksiy Kikireshko    | Sergey Larens          | Mitsubishi Lancer Evolution IX | 5:06:47.2 | 37:06.5   | 2    |
| 10. (36.) | Martin Semerád        | Michal Ernst           | Mitsubishi Lancer Evolution X  | 5:07:04.3 | 37:23.6   | 1    |

## Szuperspeciál (Power Stage)
| Poz | Versenyző      | Idő    | Különbség | Átlagsebesség | Pont |
| --- | -------------- | ------ | --------- | ------------- | ---- |
| 1   | Kris Meeke     | 2:45.7 | 0.0       | 93.86 km/h    | 3    |
| 2   | Dani Sordo     | 2:45.9 | +0.2      | 93.74 km/h    | 2    |
| 3   | Sébastien Loeb | 2:50.6 | +4.9      | 91.16 km/h    | 1    |